# Клас Хурн
Клас Хурн (1517 – 9. септембар 1566) је био шведски адмирал и генерал, истакнути учесник Северног седмогодишњег рата.

## Биографија
Рођен је 1517. године у Халику. Најпре је служио у копненој војсци где је развио велику активност у освајању балтичких земаља. Дана 4. јуна 1565. године, Хурн је тукао данску флоту адмирала Тролеа код лагуне Букова, а 7. јула данско-либечку флоту између Ригена и Борнхолма. Идуће године се крај Еланда борио против Данске и Либека. Сломио је поморску моћ Либека и успоставио превласт Шведске на Балтичком мору (Северни седмогодишњи рат). Умро је исте године у Вандестени.